# Watshamiella
Watshamiella is een geslacht van vliesvleugeligen uit de familie Pteromalidae. De wetenschappelijke naam van dit geslacht is voor het eerst geldig gepubliceerd in 1981 door Wiebes.

## Soorten
Het geslacht Watshamiella omvat de volgende soorten:
- Watshamiella alata Wiebes, 1981
- Watshamiella aurea (Girault, 1919)
- Watshamiella fictitia Wiebes, 1981
- Watshamiella infida Wiebes, 1981
- Watshamiella lucens Wiebes, 1981
- Watshamiella stilifera (Wiebes, 1966)